# Ruoska
Ruoska är ett finskt industrial metal-band, bildat 1992 i Jockas. De har släppt fem album, och de har hämtat mycket inspiration från det tyska bandet Rammstein till sin musik. Gruppens texter är uteslutande på finska.
Bandets ursprungliga uppsättning bestod av sångaren Patrik Mennander, gitarristerna Anssi Auvinen och Kai Ahvenranta, basisten Mika Kamppi och trummisen Sami Karppinen. Ahvenranta hoppade av efter albumet Amortem, 2006.

## Diskografi
- 2002 – Kuori
- 2003 – Riisu
- 2005 – Radium
- 2006 – Amortem
- 2008 – Rabies